# Kvantbiologi
Kvantbiologi är metoden att använda sig av kvantmekanik på biologiska objekt och problem. 
Kvantbiologi är ett interdisciplinärt forskningsfält som kombinerar principer från kvantmekaniken med biologiska vetenskaper för att studera och förklara biologiska fenomen på molekylär nivå. Denna vetenskapsgren undersöker hur kvantmekaniska fenomen, såsom tunneleffekt, koherens och sammanflätning, påverkar biologiska processer.

## Viktiga områden inom kvantbiologi

### Fotosyntes
Studier har visat att kvantmekaniska effekter kan förklara den extremt höga effektiviteten i energiöverföringen i fotosyntetiserande molekyler. Forskare har upptäckt att kvantkoherenser (ett tillstånd där partiklar är så sammanflätade att deras kvanttillstånd måste beskrivas som ett gemensamt snarare än flera individuella) kan spela en viktig roll i hur energi överförs genom ljusinsamlande komplex.

### Fågelnavigation
Vissa fåglar, till exempel rödhake, anses använda ett kvantmekaniskt fenomen kallat radikalpar-mekanism för att känna av jordens magnetfält och navigera under sina långa flyttningar. Denna mekanism involverar elektroner vars spinn påverkas av jordens magnetfält, vilket ger fåglarna en förmåga att orientera sig.

### Enzymer och kemiska reaktioner
Forskning har också utforskat hur tunneleffekten, en kvantmekanisk process där partiklar passerar genom en energibarriär som de klassiskt sett inte skulle kunna passera, kan påverka hastigheten och funktionen hos kemiska reaktioner i biologiska system, exempelvis i funktionen hos vissa enzymer.